# Parafia Najświętszej Maryi Panny Królowej w Józefowie
Parafia Najświętszej Maryi Panny Królowej w Józefowie k. Legionowa – parafia rzymskokatolicka należąca do dekanatu tarchomińskiego, diecezji warszawsko-praskiej, metropolii warszawskiej Kościoła katolickiego. Erygowana w 1997 roku. Mieści się przy ul. Sienkiewicza 12. Proboszczem parafii od 2015 jest ks. Marek Kozłowski. 

## Historia
W roku 1986 ks. Jerzy Dębowski, wikariusz parafii św. Jana Kantego w Legionowie, zestawił dom zakupiony w Ciechanowie, w którym urządzono kaplicę. 11 sierpnia 1987 roku kard. Józef Glemp erygował tu ośrodek duszpasterski, który z kolei stał się prawie-parafią z dniem 1 marca 1988 roku. Parafię erygował bp Kazimierz Romaniuk 23 kwietnia 1997 roku z części parafii św. Jana Kantego w Legionowie, Niepokalanego Poczęcia NMP w Nieporęcie i Narodzenia NMP w Warszawie-Płudach.

### Kościół parafialny
Kościół początkowo projektował Tomasz Dubrawski, potem przejęła prace Barbara Olszewska. Konstruktorem był Kazimierz Kowal. Budowa świątyni rozpoczęła się 1 września 1998 roku. Kamień węgielny poświęcił papież Jan Paweł II 13 czerwca 1998 roku, a wmurował bp Kazimierz Romaniuk 21 sierpnia 1999 roku. Z kolei 3 czerwca 2001 roku bp Stanisław Kędziora poświęcił mury kościoła. Podczas odpustu 22 sierpnia 2002 roku bp Kazimierz Romaniuk poświęcił nowy, marmurowy ołtarz. Konsekracji kościoła dokonał 22 sierpnia 2004 roku.

### Dom parafialny
W latach 2007–2010 w miejscu dawnej drewnianej kaplicy wybudowano dom parafialny według projektu arch. Zbigniewa Buchnera. Został on poświęcony 7 listopada 2010 roku przez bp. Kazimierza Romaniuka.

## Obszar parafii.
W granicach parafii znajdują się miejscowości: Józefów, Kąty Węgierskie, Michałów-Grabina i Wola Aleksandra.

## Proboszczowie[2]
- Ks. Jerzy Dębowski (1987 – 1991)
- Ks. Andrzej Janowski (1991 – 1994)
- Ks. Kazimierz Klepacki (1994 – 2005)
- Ks. Piotr Śliwka (2005 – 2015)
- Ks. Marek Kozłowski (od 2015)